# Mio Mao: Fatiche ed avventure di alcuni giovani occidentali per introdurre il vizio in Cina
Pour plus de détails, voir Fiche technique et Distribution.
Mio Mao: Fatiche ed avventure di alcuni giovani occidentali per introdurre il vizio in Cina est une comédie politique turco-italienne de Nicolò Ferrari sortie en 1970.

## Synopsis
Le jeune Judas est un manifestant italien qui voit son idéal révolutionnaire se concrétiser avec la révolution culturelle de Mao Tsé-Toung. Il décide donc de partir en Chine avec un groupe d'amis qui partagent ses idéaux. 

## Fiche technique
- Titre original italien : Mio Mao: Fatiche ed avventure di alcuni giovani occidentali per introdurre il vizio in Cina[1] (litt. « Mon Mao : Les efforts et les aventures de quelques jeunes occidentaux pour introduire le vice en Chine. »)
- Réalisateur : Nicolò Ferrari
- Scénario : Nicolò Ferrari
- Photographie : Gerardo Patrizi
- Montage : Marcella Benvenuti
- Musique : Teo Usuelli
- Décors : Paola Mugnai
- Costumes : Danda Ortona
- Maquillage : Stefano Trani
- Sociétés de production : Rizzoli Film (Rome), Akun Film Kollektiv Sirkati (Turquie)
- Pays de production :  Italie -  Turquie
- Langue originale : italien
- Format : Couleur par Eastmancolor - 2,35:1 - Son mono - 35 mm
- Durée : 103 minutes
- Genre : Comédie politique
- Dates de sortie :
  - Italie : 23 avril 1970

## Distribution
- Yves Beneyton : Judas
- Rosemarie Dexter : Jean
- Livio Barbo : Bob
- Ivo Mazzuchelli : Tom
- Tery Hare : Mia
- Francesca Romana Coluzzi : Claire
- Giorgio Dolfin :

## Accueil critique
« "Les sentiments et l'amour ne doivent plus exister pour nous, ils sont la base de l'individualisme, la pire des drogues !". Le vocabulaire révolutionnaire poussé à l'extrême est celui que privilégient les dialogues délirants de Mio Mao, si nobles et en même temps si continuellement excessifs que le film glisse dans un registre politico-mystique incontrôlable [...] On pourrait presque croire à l'effort et à la nécessité de ce groupe de jeunes rebelles pour introduire le vice en Chine afin que la révolution développe les bons anticorps, disent-ils - s'il n'y avait pas l'incroyable musique de Teo Usuelli, des fugues élaborées au rythme du jazz avec des chœurs du XVIIIe siècle, qui ramènent tout au grotesque poussé et à l'excentricité sous-jacente des personnages et des lieux [...] Bientôt, le groupe commence à se séparer, à se perdre, chacun suivant sa propre voie. De même que le spectateur, qui ne suit plus le film et s'intéresse de moins en moins au sort de ses protagonistes... »

— Pierpaolo De Sanctis